# Castelul din nori s-a sfărâmat
Castelul din nori s-a sfărâmat (titlul original: în suedeză Luftslottet som sprängdes) este al treilea volum al trilogiei Millennium, scris de suedezul Stieg Larsson. A fost publicat postum în suedeză în 2007. Romanul a fost tradus în română și publicat în anul 2009 de Editura Trei.
Titlul cărții folosește termenul Luftslott („castel din nori”) care în suedeză se referă la un vis care nu poate deveni realitate.

## Rezumat
Intriga începe la câteva ore după încheierea cărții Fata care s-a jucat cu focul. Lisbeth Salander e grav rănită și internată la terapie intensivă la Spitalul Sahlgrenska. La două saloane distanță se află tatăl ei, Alexander Zalacenko, pe care Salander l-a rănit cu un topor. Ronald Niedermann, fiul lui Zalacenko și fratele vitreg al lui Salander, fură 800.000 de coroane de la banda sa de motocicliști înainte de a dispărea. Aceste evenimente determină acțiuni imediate din partea „Secțiunii”, o divizie secretă de contrainformații a Säpo, care îl proteja abuziv pe Zalacenko și a instituționalizat-o cu forța pe Salander după ce ea încercase să-l omoare în copilărie. Evert Gullberg, fondatorul și fostul șef al Secțiunii, intenționează să abată atenția, reducându-i la tăcere pe Salander, Zalacenko și Mikael Blomkvist, editorul revistei Millennium. Între timp, dr. Peter Teleborian, psihiatru corupt care abuzase de Salander în timpul instituționalizării ei, îi oferă procurorului Richard Ekström o examinare psihiatrică falsă, astfel încât ea să poată fi reinternată.
Gullberg, care are cancer în stadiu terminal, îl împușcă pe Zalacenko pe patul său de spital. El încearcă să intre în camera lui Salander pentru a o ucide și pe ea, dar este zădărnicit de avocata ei, Annika Giannini, ceea ce îl face să se sinucidă. Oamenii Secțiunii îl ucid și pe Gunnar Björk, fostul manager al lui Zalacenko și sursa de informații a lui Blomkvist care lucra la un expozeu; apoi înscenează moartea pentru a părea o sinucidere. Alți agenți pătrund în apartamentul lui Blomkvist și fac copii după dosarul clasificat Säpo care conține identitatea lui Zalacenko, plantând microfoane în casele și telefoanele personalului Millennium. Momentul atacurilor îl face pe Blomkvist să-și dea seama că telefoanele sunt interceptate și începe să ancheteze în mod serios Secțiunea.
Blomkvist angajează Milton Security a lui Dragan Armansky pentru a se ocupa de contrasupraveghere. Armansky, din proprie inițiativă, îl informează pe agentul Säpo, Torsten Edklinth, despre încălcările drepturilor constituționale ale lui Salander. Edklinth, împreună cu asistenta sa Monica Figuerola, începe o investigație clandestină asupra Secțiunii. După ce Figuerola confirmă acuzațiile, Edklinth contactează ministrul justiției și prim-ministrul, care aprobă o anchetă completă și mai târziu îl invită pe Blomkvist la o întâlnire confidențială în care urmează să împărtășească informații. Aceștia sunt de acord cu termenul limită al lui Blomkvist — el intenționează să publice concluziile sale despre acțiunile Secțiunii pe 15 iulie, a treia zi a procesului lui Salander, iar guvernul este de acord să aresteze toți conducătorii Secțiunii identificați.
Blomkvist aranjează să îi fie returnat computerul portabil al lui Salander și plasează un telefon mobil într-o conductă lângă camera ei pentru a-i oferi un hotspot online prin care să mențină contactul cu lumea exterioară. Între timp, Blomkvist, Armansky și aliații lor își continuă contrasupravegherea comună a „clubului Zalacenko”, alimentându-i cu informații greșite despre (presupusa) pasivitate a revistei Millennium cu privire la procesul lui Salander, identificând nouă membri importanți ai Secțiunii. Secțiunea se prinde însă de șiretlic și încearcă să planteze cocaină în apartamentul lui Blomkvist și să angajeze doi membri ai mafiei iugoslave pentru a-l ucide; intenția lor este să-l încadreze drept traficant de droguri și astfel să-i distrugă credibilitatea. Complotul dublu este dejucat, iar Blomkvist și Berger sunt duși la o casă de siguranță.
În a treia zi a procesului lui Salander, expozeul publicat de Millennium provoacă o frenezie mediatică și ofițerii Secțiunii sunt arestați. Giannini distruge sistematic mărturia lui Teleborian, demonstrând că el și Secțiunea au conspirat să o distrugă pe Salander pentru a-l proteja pe Zalacenko și că recenta „evaluare psihiatrică” făctă de el lui Lisbeth este o fabricație. Cea mai puternică mărturie din partea lui Salander este redarea în instanță a înregistrării video secrete pe care Salander a făcut-o despre violul ei de către fostul ei tutore, pe care Teleborian o respinsese drept o fantezie schizofrenă. Teleborian este apoi arestat pentru posesiune de pornografie infantilă. Ekström, realizând că legea este de partea lui Salander, retrage toate acuzațiile împotriva ei, iar declarația ei de incompetență este anulată.
Eliberată, Salander petrece câteva luni în Gibraltar. Ea descoperă curând că, în calitate de fiică a lui Zalacenko, moștenește jumătate din proprietățile și averea lui, în timp ce cealaltă jumătate merge către sora ei geamănă Camilla, de care nimeni nu auzise de mai mult de un deceniu. Suspicioasă cu privire la o fabrică abandonată din moșia tatălui ei, ea merge acolo să investigheze și îl descoperă pe Niedermann, care se ascunsese de poliție. După o scurtă luptă și urmărire, Salander îl ajunge pe Niedermann și este tentată să-l omoare ea însăși, dar în schimb raportează poziția lui bandei de motocicliști, apoi raportează întreaga încăierare la poliție. Înapoi la apartamentul ei din Stockholm, Salander primește o vizită de la Blomkvist. Povestea se termină cu cei doi împăcați ca prieteni.

## Personaje principale
- Mikael Blomkvist, Jurnalist și coproprietar al revistei Millennium, care a susținut-o pe Lisbeth în timpul procesului și al recuperării.
- Lisbeth Salander, Hacker antisocial, acuzată de trei crime.
- Dragan Armanski, Fost director al firmei Milton Security și prieten cu Lisbeth Salander.
- Erika Berger, Fost editor și coproprietară a revistei Millennium. Prietenă și iubită a lui Mikael Blomkvist. Proaspăt numită redactor-șef al ziarului Svenska Morgon-Posten.
- Nils Bjurman, Avocat corupt, colaborator Säpo, violator, tutore legal al lui Lisbeth Salander
- Magnus Borgsjö, Acționar și membru al consiliului de administrație al ziarului Svenska Morgon-Posten
- Jan Bublanski, inspectorul șef al poliției pentru omucideri din Stockholm
- Gunnar Björck, fost agent Säpo și responsabil cu păstrarea anonimatului lui Zalacenko.
- Malin Eriksson, secretară de redacție al Millennium, o succede pe Erika în funcția de redactor-șef
- Thorbjörn Fälldin, fost prim-ministru suedez (figură istorică)
- Annika Giannini, avocata lui Salander. Sora lui Mikael Blomkvist
- Ronald Niedermann, bandit german care colaborează cu Alexander Zalacenko. Suferă de o boală rară care îl împiedică să simtă durere.
- Holger Palmgren, fost tutore legal al lui Lisbeth Salander și singura persoană care o sprijină pe Salander în copilăria ei. Prieten apropiat al lui Dragan Armanski.
- Peter Teleborian, psihiatru. Medic șef la clinica de psihiatrie pentru copii Sankt Stefan din Uppsala, responsabil de Lisbeth Salander în timpul internarii ei în spitalul de psihiatrie.
- Alexander Zalacenko (Zala), fost membru al GRU care a părăsit Rusia pentru a solicita azil politic în Suedia în schimbul unor informații sub o nouă identitate, sub numele fals Karl Axel Bodin.

## Adaptări
- Castelul din nori s-a sfărâmat, un film suedez din 2009 regizat de Daniel Alfredson.
- Millennium, miniserial de televiziune suedez în șase părți bazat pe adaptările cinematografice ale seriei de cărți cu același titlu a lui Stieg Larsson, a fost difuzată pe SVT1 în perioada 20 martie 2010 - 24 aprilie 2010. Serialul a fost produs de Yellow Bird în cooperare cu mai multe companii de producție, inclusiv SVT, Nordisk Film, Film i Väst și ZDF Enterprises.

## Traduceri în limba română
- Castelul din nori s-a sfărâmat. Millennium 3, Editura Trei, 2009[4]